# Lars Ardelius

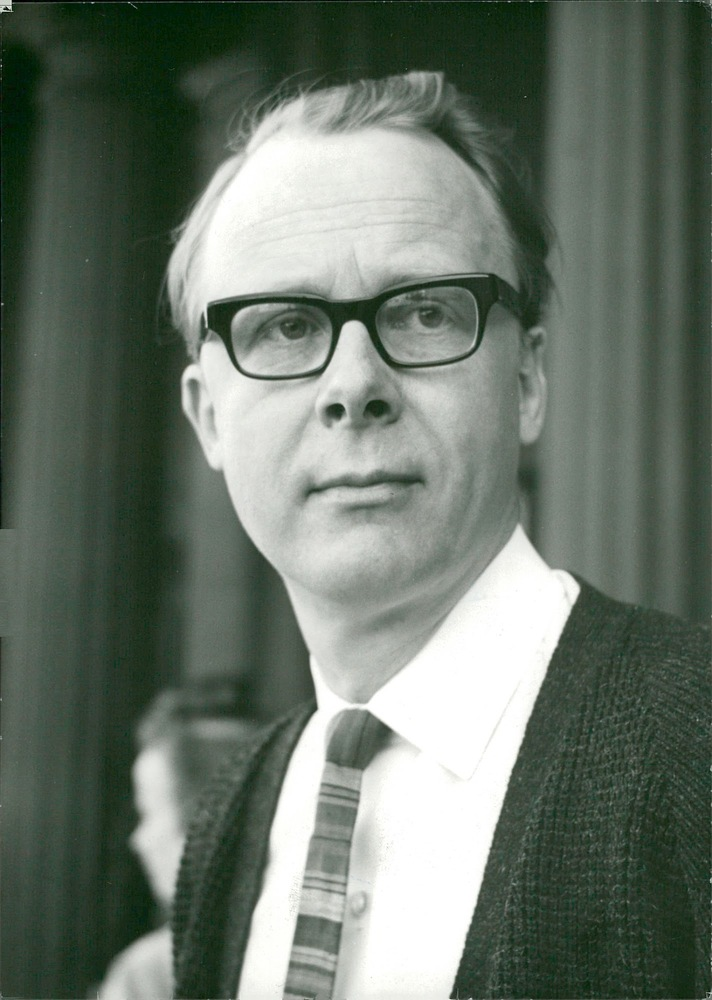
Lars Ardelius, 1964

Lars Ardelius (* 1. November 1926 in Falun; † 23. Juli 2012 in Visby) war ein schwedischer Schriftsteller.

## Leben
Der vielseitig tätige Ardelius arbeitete unter anderem als Seemann, Kunstdozent und Lehrer. Diese Berufe hinterließen eine deutliche Spur in seinen realistischen Gegenwartsschilderungen. Von 1982 bis 1984 war er Wortführer der Schwedischen Schriftstellervereinigung.
Er debütierte 1958 mit der Novellensammlung Dagligt Allehanda. Neben Prosa, Novellen und einer Reihe historischer und autobiografischer Romane schrieb er Stücke für Theater und Fernsehen. Er wurde mehrfach für seine mündliche Erzählkunst ausgezeichnet.
Ardelius lebte in Sigtuna.

## Werke
| - Dagligt allehanda, 1958 - Mått och steg, 1959 - Krafter och spel, 1962 - Svävningar, 1963 - Rök, 1964 - Spritt språngande, 1965 - Plagiat, 1968 - Gösta Berglunds saga, 1970 - Kronprinsarna, 1972 - Smorgasbordet, 1974 - Och kungen var kung, 1976 - Tid och otid, 1978 - Provryttare, 1981 - Nya Drömboken, 1982 - Ogjort, 1983 - Större än störst, 1985 - Barnsben, 1986 - De små sändebuden, 1987 | - Skjuta i höjden, 1988 - Sällskapsdjuret, 1989 - Gedanken über den Tod (schwedisch Slutet. Om dödens höghet och låghet), 1990 (zusammen mit Per Christian Jersild), ISBN 3-458-16344-1 - Livtag, 1991 - Kurage!, 1993 - Resandets ensak, 1995 - Bitvargen, 1997 - Lilla sockerstunden, 1998 - Världens ställe - herrgårdsroman, 2000 - Ett hål i naturen, essäer om konst, 2002 - Ingen ålder, 2003 - Den helande skuggan, 2003 - Hammarens slag och hjärtats, 2004 - En lyckad begravning, 2005 - I vitögat, 2006 - Där Satan rullar i sanden, 2008 - Privata liv, 2009 |

## Auszeichnungen
- 1973: Großer Romanpreis der Literaturförderungs für Kronprinsarna
- 1979: Aniara-Preis für den historischen Roman Tid och otid
- 1998: Signe-Ekblad-Eldh-Preis
- 2003: Außergewöhnlicher Preis der Samfundet De Nio
- 2006: Großer Preis der Svenska Akademien[1]
- 2009: Lunde-Q-Preis